# Nikolaj Gavrilovič Černyševskij
Nikolaj Gavrilovič Černyševskij (rusky Никола́й Гаври́лович Черныше́вский, 12. červencejul./ 24. července 1828greg. Saratov – 17. říjnajul./ 29. října 1889greg. tamtéž) byl ruský revoluční demokrat utopický socialista, spisovatel, revolucionář, literární kritik a publicista.

## Život
Černyševskij navštěvoval saratovský seminář a roku 1846 odjel studovat do Petrohradu. Žil zde velice nuzně, nicméně navázal styky s revolučními demokraty, básníkem Někrasovem a kritikem Dobroljubovem, s nimiž vydával časopis Sovremennik.
Pro svou revoluční činnost byl roku 1862 uvězněn v Petropavlovské pevnosti; zde vytrvale psal, mimo jiné své nejslavnější dílo, román Co dělat? (název později inspiroval Lenina ke stejnojmennému pamfletu); přes zpochybňované literární kvality jej tento román proslavil a získal v Rusku nesmírný vliv, přirovnávaný až ke vlivu Marxových děl. Po vynesení rozsudku r. 1864 byl Černyševskyj poslán do vyhnanství do Jakutie na východní Sibiři. I zde pokračoval v psaní.
Černyševskij odmítl žádat o milost. Zásluhou příbuzných byl Černyševskij v roce 1883 převezen ze Sibiře do Astrachaně. Několik měsíců před smrti mu dovolili žít v Saratově, kde také zemřel.

## Hodnocení
V éře Sovětského svazu byl Černyševskij jakožto revoluční demokrat, nepřítel carismu, atheista a materialista vycházející z Feuerbacha vysoce ceněn; byly po něm pojmenovány nejrůznější objekty a vystavěny jeho pomníky. Proti tomuto pohledu se postavil spisovatel Vladimir Nabokov v románu Dar (1937), kde vykresluje Černyševského jako tragikomickou figurku bez talentu a uměleckého cítění; odmítá také jeho zjednodušující pohledy na literaturu (Černyševskij kritizoval např. Puškina, A. Feta a od umění požadoval realismus a angažovanost).
Dle T. G. Masaryka
| „                                               | odpůrci Černyševského rozkřičeli jeho estetiku a estetiku jeho školy pro přepínání a z úzkosti před materialismem a utilitarismem jako nepřátelskou umění – neprávem. Černyševskij přece sám nejen napsal známý nám román, ale on právě se v nejdůležitějších otázkách života utíkal k umění! | “ |
| — Tomáš Garrigue Masaryk. Rusko a Evropa, sv. 2 | |   |

| „                                               | Černyševského filozofie a jeho literární činnost má úplně ráz osvícenské filozofie, a to útočné osvícenské filozofie z doby před francouzskou revolucí, Černyševskij ví, že revolucionizuje lidi, neboť chce pokračovat v revoluci Petrově a prohloubit ji – Petr je mu ideálem pro Rusko. Jako mu dává francouzské osvícenství a jeho materialismus vzor filozofický a politický, tak nacházel v Lessingovi svého učitele literárního. | “ |
| — Tomáš Garrigue Masaryk. Rusko a Evropa, sv. 2 | |   |

Profesor Radegast Parolek zhodnotil Černyševského takto: „Seznámíme-li se blíže s jeho osudem a dílem, pak nevíme, čemu se dřív obdivovat: jeho nezměrné pracovitosti a vědecké systematičnosti, jež nenechávala nic nedomyšleného, nebo jeho až neuvěřitelné sečtělosti a všestrannosti, s níž dokázal tvořit velké hodnoty paralelně v několika oborech – v kritice, beletrii, filozofii, historii a politické ekonomii. K tomu je nutné připočíst organizátorskou odpovědnost vůdce politického podzemí.“ Jeho román Co dělat? „se stal biblí několika generací“.
Naproti tomu Alain Besançon spatřuje v Černyševském otce morálního nihilismu moderních totalit: „Morální význam a dosah [románu «Co dělat?»] je bezměrný: Černyševskij v něm vytvořil morálku absolutní oddanosti VĚCI a přinesl popis NOVÉHO ČLOVĚKA vycvičeného v morálce revolučních prostředků a cílů, jenž je díky tomu schopen se zcela odpoutat od morálky obecné, zvláště od její křesťanské verze. Lenin prohlašoval, že ho tento román obrátil a změnil...“

## České překlady

### Román „Co dělat?"
- Co dělati?: z povídek o nových lidech. V Táboře: s. n., 1884. 1 sv. Zábavná nová bibliotéka; díl 1.
- Co dělat?: vypravování o nových lidech: román z prvých dob nihilistického hnutí v Rusku. Překlad Josef Skalák. Praha: [s.n.], 1899. 646, ix s.
- Co dělat?. Přeložil Josef France. 1., autoris. vyd. Praha: Svoboda, 1949. 417, [3] s. Klasikové; sv. 7.
- Co dělat?: z příběhů o nových lidech. 3. vyd., ve Svobodě v překl. Franceově 2., rev., autoris. vyd. Praha: Svoboda, 1951. 377, [3] s. Klasikové sv. 7.
- Co dělat?: z příběhů o nových lidech: román. Přeložil Jaroslav Hulák. 5. vyd. Praha: SNKLHU, 1954. 473, [2] s. Klub čtenářů; sv. 20 [i.e. 18].
- Co dělat?: z příběhů o nových lidech. Přeložil Jaroslav Hulák. 1. vyd. Praha: Svoboda, 1975. 470, [3] s. Členská knižnice nakl. Svoboda.

### Ostatní spisy
- ČERNYŠEVSKIJ, Nikolaj Gavrilovič. Estetické vztahy umění ke skutečnosti. Přeložil Sáva Racek. Praha: Svoboda, 1946, 181 - (ii) s.
- ČERNYŠEVSKIJ, Nikolaj Gavrilovič. Vybrané filosofické spisy. 1. svazek. Přeložila J. Víšková. Praha: St. nakl. polit. literatury, 1953, 589 - (iii) s.
- ČERNYŠEVSKIJ, Nikolaj Gavrilovič. Vybrané filosofické spisy. 2. svazek. Přeložil V. Bartošek. Praha: St. nakl. polit. literatury, 1953, 533 - (iii) s.
- ČERNYŠEVSKIJ, Nikolaj Gavrilovič. Vybrané filosofické spisy. 3. svazek. 1. autoris. vyd. Přeložil D. Kochannyj. Praha: SNPL, typ. Rudé právo, 1953, 628 - (4) s.
- ČERNYŠEVSKIJ, Nikolaj Gavrilovič. Prolog.: Román z počátku šedesátých let. 1. vyd. Přeložil Boris Hanš. Praha: SNKLHU, typ. Rudé právo a Svoboda, 1954, 463, (3) s.
- ČERNYŠEVSKIJ, Nikolaj Gavrilovič. Co si kdo uvaří ...: Pastorale ve 3 dějstvích. Praha: ČDLJ, 1954. 65, [1] s.
- ČERNYŠEVSKIJ, Nikolaj Gavrilovič. Co si kdo uvaří--: pastorale ve třech dějstvích. Praha: Dilia, 1960. 65 l.
- ČERNYŠEVSKIJ, Nikolaj Gavrilovič. O literatuře. Přeložila Emilie Sekerová. Praha: Čsl. spisovatel, 1955, 635 - (ii) s.
- ČERNYŠEVSKIJ, Nikolaj Gavrilovič. Antropologický princíp vo filozofii. Přeložil Miroslav Nemann. Bratislava: Pravda, 1988, 387 s. – slovensky

## Pojmenováno po Černyševském
K poctě Černyševskému se po něm od roku 1956 sídlo městského typu Černyševsk v Zabajkalském kraji v Rusku. Od roku 1958, tedy od svého vzniku, se po něm jmenuje Černyševskaja, stanice petrohradského metra, která se zároveň jmenuje i podle nedalekého Prospektu Černyševského. Jmenuje se po něm také asteroid (2783) Chernyshevskij, který objevil v roce 1974 z Krymské astrofyzikální observatoře Nikolaj Stěpanovič Černych.